# Șoimușu Mare
Șoimușu Mare (węg. Nagysolymos) – wieś w Rumunii, w okręgu Harghita, w gminie Săcel. W 2011 roku liczyła 338 mieszkańców.